# La secchia rapita
(Alessandro Tassoni, La secchia rapita, 1.1, 1.63)
La secchia rapita è un poema eroicomico in ottave in dodici canti scritto da Alessandro Tassoni.
Una prima stesura è del 1614, pubblicata a Parigi solo nel 1622 sotto lo pseudonimo di Aldrovinci Melisone. Superati i controlli della Congregazione dell'Indice dei libri proibiti della Chiesa cattolica, con un testo emendato in pochissimi punti dallo stesso Papa Urbano VIII, Tassoni fece stampare nel 1624 la prima edizione a proprio nome. La terza versione, definitiva, fu stampata a Venezia nel 1630.

## Trama

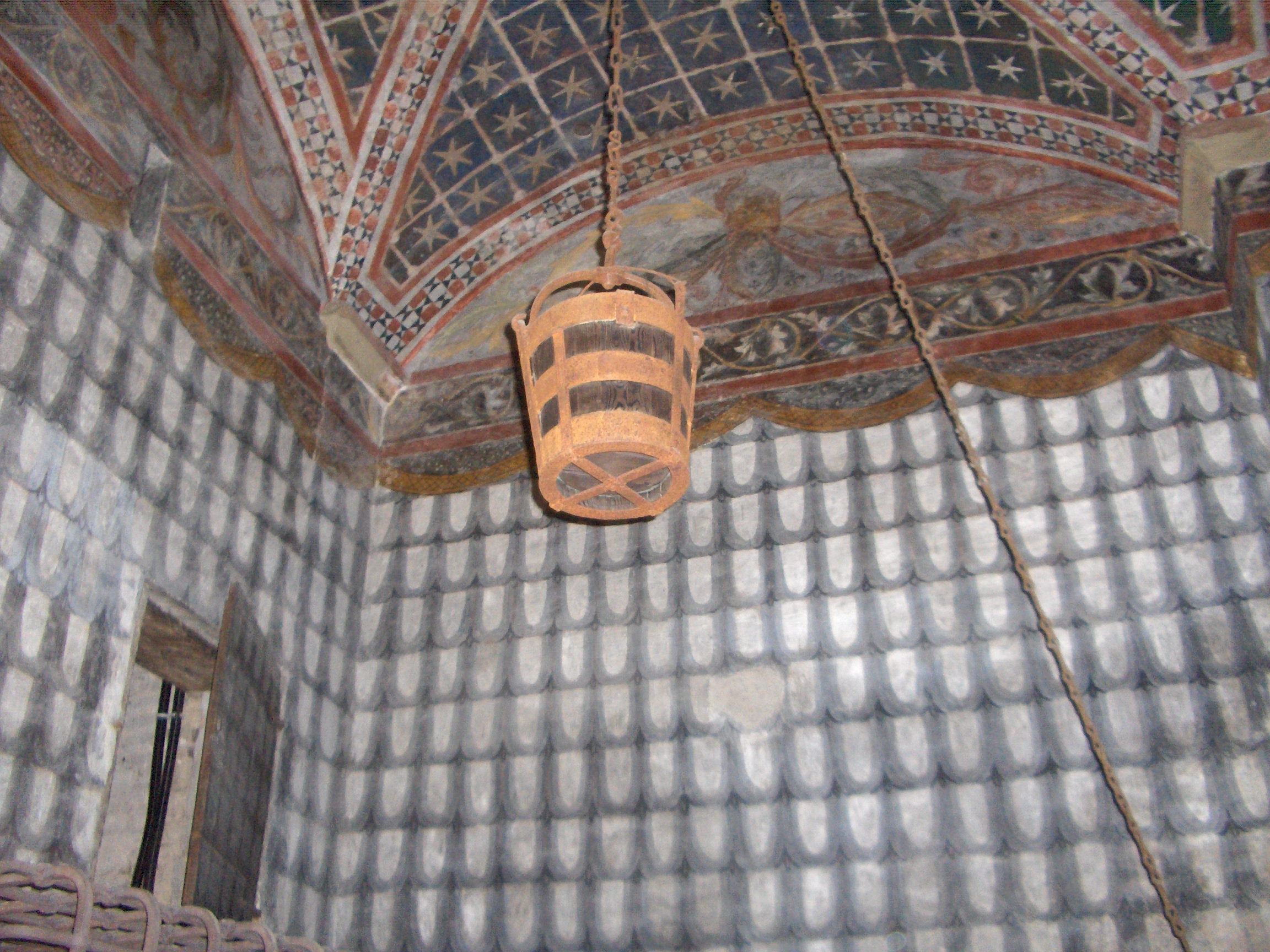
La secchia rapita (riproduzione), esposta all'interno della Torre Ghirlandina

Il poema narra la storia del conflitto tra i liberi comuni di Bologna e Modena al tempo di Federico II di Svevia. Durante la battaglia di Zappolino, i bolognesi, dopo un'incursione nel territorio di Modena, furono respinti e inseguiti fino alla loro città; i modenesi si fermarono a un pozzo a dissetarsi e portarono via come trofeo di guerra una secchia di legno.
Al rifiuto dei modenesi di riconsegnare la secchia, i bolognesi dichiarano loro guerra. Ad essa partecipano, distribuiti tra le due parti, gli dei dell'Olimpo: Apollo e Minerva si schierano a fianco di Bologna, mentre Marte, Venere e Bacco con Modena. Anche re Enzo, figlio dell'imperatore Federico II, parteggia per loro. Un elemento nuovo introdotto dal Tassoni è l'entrata in campo di un esercito di donne, guidato da Renoppia. 

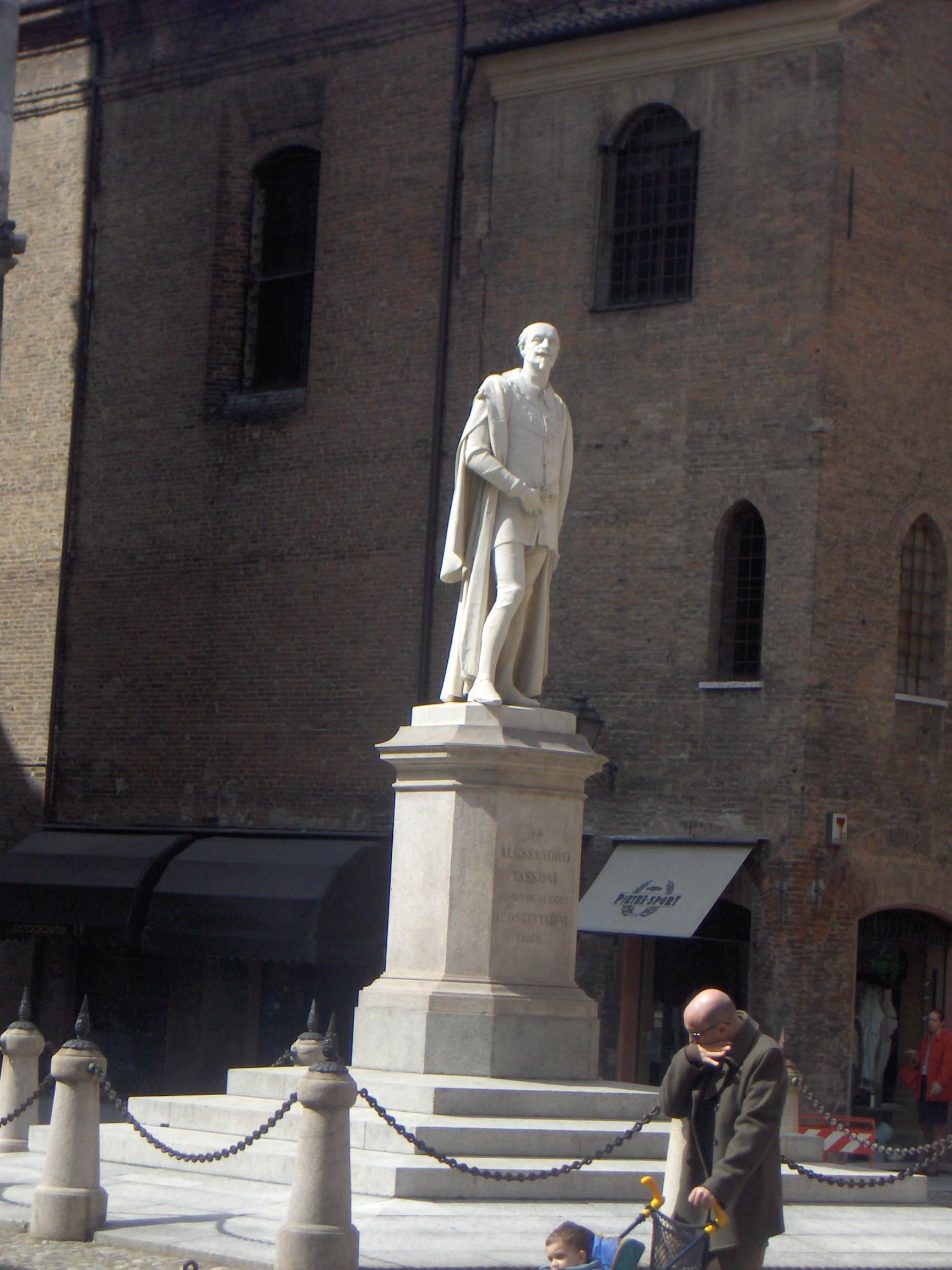
Monumento ad Alessandro Tassoni

La guerra per la secchia rapita si protrae per qualche tempo fra battaglie, duelli, tregue e tornei, intercalati da episodi comici e burleschi che hanno spesso come protagonista il conte di Culagna. Innamoratosi di Renoppia, sfida a duello il prode Melindo e lo vince, secondo quanto predetto dalla profezia che aggiudica la vittoria al più debole e vile; e tenta di avvelenare la moglie, ma beve la pozione per errore ed è costretto a confessare la malefatta. Alla fine il conflitto si conclude grazie a trattative condotte da un legato pontificio, che stabiliscono le seguenti condizioni: i bolognesi possono tenersi re Enzo, fatto prigioniero durante la battaglia di Fossalta; i modenesi, la secchia.

### Il conte di Culagna
L'immaginario conte di Culagna è forse il personaggio più noto dell'opera e ne rappresenta bene lo spirito volto, per esplicita ammissione del Tassoni, al puro intrattenimento del lettore. Ecco come viene presentato:
L'uomo si innamora di Renoppia e per farla sua pensa di uccidere la moglie. Rivela il piano al compagno romano Titta, che di rimando lo adula:
Il conte fanfarone ignora che Titta è l'amante di sua moglie: il cavaliere di nascosto mette la donna al corrente del piano mentre il conte va a procurarsi il veleno. A pranzo, il conte di nascosto aggiunge il veleno al piatto della moglie spacciandolo per pepe, quando però egli si volta, la contessa scambia i piatti: sarà  così il marito a subire l'effetto del composto,  peraltro non è veleno ma un purgante ed emetico, la cui azione causerà all'uomo una pessima figura nella pubblica piazza, quando gli sarà necessario uscire dal castello per l'impellente bisogno...

## Edizioni
A causa delle difficoltà ad ottenere l'imprimatur dalle autorità ecclesiastiche, condizione obbligatoria per vedere il testo stampato e diffuso, Tassoni consentì la riproduzione manoscritta dell'opera nel 1616. Essa ebbe grande successo, circolando in centinaia di esemplari nelle corti di tutta Italia, fino a quando non apparve l'edizione a stampa a Parigi nel 1622.
- Alessandro Tassoni, La Secchia rapita, 1ª ed., Parigi, presso Tussan du Bray, 1622. URL consultato il 2 dicembre 2019.
- Alessandro Tassoni, La Secchia rapita, revisionato su diretta sollecitazione della Congregazione dell'Indice[3], Ronciglione [ma Roma], 1624.
- Alessandro Tassoni, La Secchia rapita, edizione definitiva, con le Dichiarazioni del signor Gasparo Salviani, e il primo Canto dell'Oceano, Venezia, presso Giacomo Scaglia, 1630. URL consultato il 4 dicembre 2019.

## La secchia rapitain musica
Fondandosi sul poema del Tassoni, il librettista Gastone Boccherini scrisse un omonimo dramma eroicomico per musica, il quale fu musicato da Antonio Salieri e rappresentato per la prima volta al Burgtheater di Vienna nel 1772. Altre composizioni musicali si devono a Nicola Antonio Zingarelli nel 1793, a Francesco Bianchi nel 1794 (ambedue con libretto riveduto da Angelo Anelli), al sig. Sellerié nel 1836 e a Giulio Ricordi nel 1910 (revisione del libretto da parte di Renato Simoni).